# Aznar Sanche
Pour les articles homonymes, voir Aznar et Sanche.
Aznar Sanche, fils de Sanche Ier Loup, duc de Vasconie de 800 à 812, comte de Jaca[réf. nécessaire], est lui-même duc de Vasconie de 820 à 836. Il est particulièrement connu pour sa participation à une expédition menée en 824 vers Pampelune, expédition vaincue lors de la troisième bataille de Roncevaux.

## L'expédition de 824
Duc de Vasconie, il est chargé en 824 par Pépin Ier, roi d'Aquitaine dans le cadre de l'Empire carolingien alors dirigé par Louis le Pieux, fils de Charlemagne, de mener une expédition contre Pampelune, aux côtés du comte franc Aeblus. Les ducs de Vasconie, dont le territoire est situé au nord des Pyrénées, ont traditionnellement des vues sur Pampelune et sa région (l'actuelle Navarre), dont la population est vasconne.
Les habitants font alors appel aux musulmans de la région, sans doute aux Banu Qasi de Tudela[réf. nécessaire]. 
Après avoir d'abord pris Pampelune, les deux comtes tombent à leur retour dans une embuscade tendue par le noble vascon Eneko Arista dans les Pyrénées, sur la route de Pampelune à Saint-Jean-Pied-de-Port qui passe par le col de Roncevaux. Ils sont tous deux faits prisonniers. Aeblus est livré à l'émirat de Cordoue, tandis qu'Aznar, qui est apparenté à Eneko, est relâché et rentre dans son duché. 
Cette victoire permet à Eneko Arista de devenir le premier roi de Pampelune, événement à l'origine du royaume de Navarre (1162-1512). Les Carolingiens, qui tiennent depuis 801 les villes de Barcelone et de Gérone dans le cadre de la marche d'Espagne, cessent ensuite d'intervenir à Pampelune.

## Dernières années (831-836)
En 831, alors que se pose déjà la question de la future succession de Louis le Pieux (qui mourra en 840), Aznar se révolte contre Pépin Ier d'Aquitaine et passe dans la Vasconie au sud des Pyrénées[réf. nécessaire]. Pépin, occupé par la guerre de succession, ne réagit pas. 
D'après les Annales de Saint-Bertin, Aznar meurt en 836 dans des circonstances horribles, sans que celles-ci ne soient détaillées. Il est remplacé par son frère Sanche.

## Arbre généalogique
Ducs de Vasconie de 768 à 864
|                                     |                                     |                                     |                                     |                                     |                                     |  |  |                                        |                                        |                                        |                                        |                                        |                                        |  |  | Ier - Loup II (768-778)           |                                   |                                   |                                   |                                   |                                   |  |  |                          |                          |                          |                          |                          |                          |  |  |                                  |                                  |                                  |                                  |                                  |                                  |  |  |  |  |  |  |  |  |  |  |  |  |  |  |  |  |  |  |  |  |  |  |
|                                     |                                     |                                     |                                     |                                     |                                     |  |  |                                        |                                        |                                        |                                        |                                        |                                        |  |  |                                   |                                   |                                   |                                   |                                   |                                   |  |  |                          |                          |                          |                          |                          |                          |  |  |                                  |                                  |                                  |                                  |                                  |                                  |  |  |  |  |  |  |  |  |  |  |  |  |  |  |  |  |  |  |  |  |  |  |
|                                     |                                     |                                     |                                     |                                     |                                     |  |  |                                        |                                        |                                        |                                        |                                        |                                        |  |  |                                   |                                   |                                   |                                   |                                   |                                   |  |  |                          |                          |                          |                          |                          |                          |  |  |                                  |                                  |                                  |                                  |                                  |                                  |  |  |  |  |  |  |  |  |  |  |  |  |  |  |  |  |  |  |  |  |  |  |
| Centulle Loup                       | Centulle Loup                       | Centulle Loup                       | Centulle Loup                       | Centulle Loup                       | Centulle Loup                       |  |  |                                        |                                        |                                        |                                        |                                        |                                        |  |  | IIe - Sanche Ier Loup (801-812)   | IIe - Sanche Ier Loup (801-812)   | IIe - Sanche Ier Loup (801-812)   | IIe - Sanche Ier Loup (801-812)   | IIe - Sanche Ier Loup (801-812)   | IIe - Sanche Ier Loup (801-812)   |  |  |                          |                          |                          |                          |                          |                          |  |  | IIIe - Semen Ier Loup (812-816)  | IIIe - Semen Ier Loup (812-816)  | IIIe - Semen Ier Loup (812-816)  | IIIe - Semen Ier Loup (812-816)  | IIIe - Semen Ier Loup (812-816)  | IIIe - Semen Ier Loup (812-816)  |  |  |  |  |  |  |  |  |  |  |  |  |  |  |  |  |  |  |  |  |  |  |
| Centulle Loup                       | Centulle Loup                       | Centulle Loup                       | Centulle Loup                       | Centulle Loup                       | Centulle Loup                       |  |  |                                        |                                        |                                        |                                        |                                        |                                        |  |  | IIe - Sanche Ier Loup (801-812)   | IIe - Sanche Ier Loup (801-812)   | IIe - Sanche Ier Loup (801-812)   | IIe - Sanche Ier Loup (801-812)   | IIe - Sanche Ier Loup (801-812)   | IIe - Sanche Ier Loup (801-812)   |  |  |                          |                          |                          |                          |                          |                          |  |  | IIIe - Semen Ier Loup (812-816)  | IIIe - Semen Ier Loup (812-816)  | IIIe - Semen Ier Loup (812-816)  | IIIe - Semen Ier Loup (812-816)  | IIIe - Semen Ier Loup (812-816)  | IIIe - Semen Ier Loup (812-816)  |  |  |  |  |  |  |  |  |  |  |  |  |  |  |  |  |  |  |  |  |  |  |
|                                     |                                     |                                     |                                     |                                     |                                     |  |  |                                        |                                        |                                        |                                        |                                        |                                        |  |  |                                   |                                   |                                   |                                   |                                   |                                   |  |  |                          |                          |                          |                          |                          |                          |  |  |                                  |                                  |                                  |                                  |                                  |                                  |  |  |  |  |  |  |  |  |  |  |  |  |  |  |  |  |  |  |  |  |  |  |
| Ve - Loup III Centulle (818-819)    | Ve - Loup III Centulle (818-819)    | Ve - Loup III Centulle (818-819)    | Ve - Loup III Centulle (818-819)    | Ve - Loup III Centulle (818-819)    | Ve - Loup III Centulle (818-819)    |  |  | VIe - Aznar Sanche (820-836)           | VIe - Aznar Sanche (820-836)           | VIe - Aznar Sanche (820-836)           | VIe - Aznar Sanche (820-836)           | VIe - Aznar Sanche (820-836)           | VIe - Aznar Sanche (820-836)           |  |  | VIIe - Sanche II Sanche (836-852) | VIIe - Sanche II Sanche (836-852) | VIIe - Sanche II Sanche (836-852) | VIIe - Sanche II Sanche (836-852) | VIIe - Sanche II Sanche (836-852) | VIIe - Sanche II Sanche (836-852) |  |  | Sancie                   | Sancie                   | Sancie                   | Sancie                   | Sancie                   | Sancie                   |  |  | IVe - Garcia Ier Semen (816-818) | IVe - Garcia Ier Semen (816-818) | IVe - Garcia Ier Semen (816-818) | IVe - Garcia Ier Semen (816-818) | IVe - Garcia Ier Semen (816-818) | IVe - Garcia Ier Semen (816-818) |  |  |  |  |  |  |  |  |  |  |  |  |  |  |  |  |  |  |  |  |  |  |
| Ve - Loup III Centulle (818-819)    | Ve - Loup III Centulle (818-819)    | Ve - Loup III Centulle (818-819)    | Ve - Loup III Centulle (818-819)    | Ve - Loup III Centulle (818-819)    | Ve - Loup III Centulle (818-819)    |  |  | VIe - Aznar Sanche (820-836)           | VIe - Aznar Sanche (820-836)           | VIe - Aznar Sanche (820-836)           | VIe - Aznar Sanche (820-836)           | VIe - Aznar Sanche (820-836)           | VIe - Aznar Sanche (820-836)           |  |  | VIIe - Sanche II Sanche (836-852) | VIIe - Sanche II Sanche (836-852) | VIIe - Sanche II Sanche (836-852) | VIIe - Sanche II Sanche (836-852) | VIIe - Sanche II Sanche (836-852) | VIIe - Sanche II Sanche (836-852) |  |  | Sancie                   | Sancie                   | Sancie                   | Sancie                   | Sancie                   | Sancie                   |  |  | IVe - Garcia Ier Semen (816-818) | IVe - Garcia Ier Semen (816-818) | IVe - Garcia Ier Semen (816-818) | IVe - Garcia Ier Semen (816-818) | IVe - Garcia Ier Semen (816-818) | IVe - Garcia Ier Semen (816-818) |  |  |  |  |  |  |  |  |  |  |  |  |  |  |  |  |  |  |  |  |  |  |
|                                     |                                     |                                     |                                     |                                     |                                     |  |  |                                        |                                        |                                        |                                        |                                        |                                        |  |  |                                   |                                   |                                   |                                   |                                   |                                   |  |  |                          |                          |                          |                          |                          |                          |  |  |                                  |                                  |                                  |                                  |                                  |                                  |  |  |  |  |  |  |  |  |  |  |  |  |  |  |  |  |  |  |  |  |  |  |
| Donat Loup Premier comte de Bigorre | Donat Loup Premier comte de Bigorre | Donat Loup Premier comte de Bigorre | Donat Loup Premier comte de Bigorre | Donat Loup Premier comte de Bigorre | Donat Loup Premier comte de Bigorre |  |  | Centulle Loup Premier vicomte de Béarn | Centulle Loup Premier vicomte de Béarn | Centulle Loup Premier vicomte de Béarn | Centulle Loup Premier vicomte de Béarn | Centulle Loup Premier vicomte de Béarn | Centulle Loup Premier vicomte de Béarn |  |  |                                   |                                   |                                   |                                   |                                   |                                   |  |  | VIIIe - Arnaud (855-864) | VIIIe - Arnaud (855-864) | VIIIe - Arnaud (855-864) | VIIIe - Arnaud (855-864) | VIIIe - Arnaud (855-864) | VIIIe - Arnaud (855-864) |  |  |                                  |                                  |                                  |                                  |                                  |                                  |  |  |  |  |  |  |  |  |  |  |  |  |  |  |  |  |  |  |  |  |  |  |